# Nuclei Armati Rivoluzionari
I Nuclei Armati Rivoluzionari (NAR) furono un'organizzazione terroristica italiana, di orientamento neofascista e neonazista d'estrema destra, fondata da Valerio Fioravanti (che tuttavia ha negato l'appartenenza ad una precisa ideologia fascista), Cristiano Fioravanti, Francesca Mambro, Dario Pedretti e Alessandro Alibrandi e attiva dal 1977 al 1981.
Teorici dello spontaneismo armato nazional-rivoluzionario, i NAR segnarono un punto di svolta nell'ambito dell'eversione nera e di rottura nei confronti dei loro padri politici. Attraverso un disconoscimento del passato golpista e stragista dei vecchi fascisti (Ordine Nuovo, Avanguardia Nazionale, Ordine Nero, ecc.) e di un allontanamento dalle logiche del neofascismo missino considerato di sterile contrapposizione ai giovani militanti di sinistra, i NAR impugnarono apertamente le armi contro lo Stato.
Durante i quattro anni di attività i NAR furono responsabili di 33 omicidi, per i quali furono condannati come esecutori materiali, con sentenza definitiva, Valerio Fioravanti, Francesca Mambro e Luigi Ciavardini.

## Il contesto: gli anni di piombo
Il gruppo dei NAR nasce nel contesto ampio degli anni di piombo, una delle stagioni politiche e sociali più drammatiche della storia repubblicana della Penisola italiana, quella che ripropose le contraddizioni ed i contrasti già vissuti con i movimenti di contestazione del sessantotto e che poi «divampò nella generalizzazione quotidiana di un conflitto politico e culturale che si ramificò in tutti i luoghi del sociale, esemplificando lo scontro che percorse tutti gli anni Settanta, uno scontro duro, forse il più duro, tra le classi e dentro la classe, che si sia mai verificato dall'unità d'Italia. Quarantamila denunciati, quindicimila arrestati, quattromila condannati a migliaia di anni di galera, e poi morti e feriti, a centinaia, da entrambe le parti.»
Una situazione di rivolta generazionale che vide contrapposte le due fazioni politiche radicali di estrema destra e di estrema sinistra e che mai, come in quegli anni, finì per dividere migliaia di giovani che si diedero battaglia senza esclusione di colpi, trascinando la Penisola italiana quasi alle soglie di una guerra civile ideologica e creando fatalmente i presupposti per l'insorgenza del terrorismo di matrice politica.
Una violenza che nasce inizialmente nei cortei e nelle piazze, dove gli scontri tra militanti di destra e di sinistra sono all'ordine del giorno e che spinse poi il movimento giovanile neofascista verso una sempre più aperta spaccatura tra due differenti anime. Da una parte quella più conservatrice e maggiormente legata all'apparato del Movimento Sociale Italiano di Almirante, il quale mal sopporta l'indiscriminata violenza di strada, per niente funzionale ad un progetto di inglobazione nell'arco costituzionale democratico parlamentare del suo partito; dall'altra, un'anima più rivoluzionaria ed interventista che avrebbe spinto, di li a poco, tutta una serie di gruppi neofascisti, spinti da pulsioni e da ideali politici non conciliabili con l'immobilismo moderato dell'MSI e dal ripudio dello stragismo e del golpismo dei “vecchi fascisti", ad abbracciare certi metodi di spontaneismo armato contro lo Stato, propri (fino ad allora) solo della sinistra extraparlamentare.

## Gli inizi: la nascita del gruppo
(Interrogatorio di Valerio Fioravanti del 19 febbraio 1981)

Alessandro Alibrandi

Il primo gruppo dei NAR si forma a Roma, nel quadro del movimento del Settantasette, da un proposito di alcuni militanti neofascisti gravitanti attorno alla sede romana del FUAN di via Siena, al quartiere Nomentano dove, verso la fine del 1978, con il massiccio ingresso di militanti missini provenienti dalla sezione del Movimento Sociale Italiano Eur-Monteverde (come i fratelli Fioravanti, Francesca Mambro, Dario Pedretti, Alessandro Alibrandi, Luigi Aronica e molti altri), si comincia a mettere in discussione l'immobilismo del partito e la concreta possibilità di intraprendere un percorso di lotta armata, soprattutto attraverso una serie di azioni brillantemente eseguite e ideologicamente ben motivate e capaci di destabilizzare la struttura portante dello Stato, riprendendo la lezione dei ben più organizzati gruppi eversivi della sinistra extraparlamentare.
Le riunioni e le accese discussioni in via Siena trasformeranno quella sede, di lì a breve, in «uno dei gruppi che immediatamente si rende interprete del messaggio spontaneista diffuso dalle colonne di “Costruiamo l'azione” e della campagna di attentati dinamitardi attuata dal Movimento Rivoluzionario Popolare. La sede del movimento, in via Siena a Roma, è in un primo tempo centro di raccolta di esperienze, soprattutto delittuose e terroristiche, portate avanti da giovani uniti dall'impazienza rivoluzionaria, privi di un progetto politico globale, ma tenuti insieme dal desiderio di praticare azioni militari di contenuto e di rilievo ben superiore al semplice pestaggio degli avversari politici di sinistra.»
La confluenza nel FUAN romano del gruppo di militanti capeggiato da Valerio Fioravanti, proprio in coincidenza con un fermento giovanile diffusosi anche nelle file della destra, diede quindi vita ad un nuovo soggetto eversivo/movimentista ed ideologicamente più motivato, il cui nucleo originario comprendeva: Valerio Fioravanti, suo fratello minore Cristiano Fioravanti, Francesca Mambro, Franco Anselmi ed Alessandro Alibrandi.

Franco Anselmi

Per volere dei suoi stessi componenti, però, sia dalla sua nascita che durante gli anni successivi, i NAR non ebbero mai una struttura ben definita e un'organizzazione stabile e gerarchicamente rigida, ma furono, piuttosto, una sorta di sigla aperta messa a disposizione dello spontaneismo armato, un movimento identitario nel quale transitarono, nel corso del tempo, diversi militanti provenienti dalla galassia dell'estrema destra fascista, tanto che la sentenza del processo a carico dell'organizzazione del 2 maggio 1985 emanò condanne per ben cinquantatré imputati.
(Relazione della Commissione Stragi)

Luigi Ciavardini

Fatta quindi eccezione per quel ristretto nucleo fondativo, gli altri componenti del gruppo sono individuabili in tutta una serie di fiancheggiatori che, con più o meno continuità, parteciparono alle azioni dell'organizzazione. Tra quelli più attivi ci furono sicuramente Gilberto Cavallini, subentrato subito a ridosso delle prime azioni e poi rimasto nei NAR fino alla fine della loro storia; Luigi Ciavardini, entrato giovanissimo nel gruppo rimarrà poi coinvolto nel processo più drammatico della storia dei NAR, quello cioè per la Strage alla Stazione di Bologna del 2 agosto 1980; Massimo Carminati, personaggio diviso fra la malavita comune e l'eversione di destra e, per questo, figura chiave e tramite tra i NAR e la malavita organizzata romana della Banda della Magliana; Giorgio Vale, proveniente dal movimento neofascista di Terza Posizione e che per diverso tempo si divise nella militanza in entrambi i gruppi.

## Il pensiero: i terroristi di destra
(Valerio Fioravanti da Storia Nera di Andrea Colombo)
La peculiarità della storia dei NAR, soprattutto del suo nucleo fondativo, rispetto a tutte le altre formazioni eversive e terroristiche degli anni Settanta, fu quella di essere un gruppo molto più politico di altri, ma che la politica intese farla in maniera anarcoide, distruttiva e autodistruttiva, singolarità che li rese un fenomeno assolutamente atipico nella vasta galassia del terrorismo italiano. Contrariamente al resto dei movimenti dell'eversione di destra, infatti, i NAR staccarono ben presto il cordone ombelicale con il loro partito di riferimento (il Movimento Sociale Italiano) e perseguirono una strada assolutamente differente che li portò a riconoscere ben presto l'importanza dell'abbandono delle ideologie contrapposte e del tentativo di superare l'aspra contrapposizione frontale tra destra e sinistra, tipica di quel periodo e figlia di quella estremizzazione della dialettica politica che, tradotta in violenza armata, portava le due diverse fazioni radicali a rispondere colpo su colpo, azione su azione all'altrui violenza.
(Valerio Fioravanti da A mano armata di Giovanni Bianconi)
Portare a termine una vera e propria lotta contro il potere costituito, cioè contro lo Stato, attraverso lo spontaneismo armato, divenne allora l'obbiettivo primario del gruppo che, coerentemente con la propria idea di voler voltare pagina rispetto al passato, rinunciò anche a qualsiasi forma gerarchica interna (propria della destra storica), dimostrando altresì una vera e propria insofferenza verso la stagione dell'eversione che li aveva preceduti e verso quei (cosiddetti) profittatori doppiogiochisti che, secondo loro, all'interno degli ambienti della destra radicale, erano sempre pronti a sfruttare i giovani militanti incitandoli all'azione e mandandoli al massacro, per poi avvantaggiarsi dei frutti della stessa.
(Valerio Fioravanti da Storia Nera di Andrea Colombo)
A differenza soprattutto delle formazioni di sinistra, i NAR non crederanno mai al mito della rivoluzione di massa; altra singolarità del gruppo, sarà quella di non cercare mai di fare del proselitismo, bensì di utilizzare la sigla (NAR) per puntare alla singola azione rivoluzionaria fine a sé stessa, senza doverne rispondere a qualche gruppo dirigente.

## La lotta armata

### 1977-1978: le prime azioni
Le primissime azioni del nucleo storico dei NAR furono degli attentati contro obbiettivi pianificati in maniera del tutto estemporanea. Il battesimo del fuoco avvenne il 30 dicembre 1977 quando attaccano, a colpi di molotov l'entrata del quotidiano Il Messaggero in via dei Serviti, a Roma.
Il 4 gennaio 1978 un commando di 5 persone entra nella redazione romana del Corriere della Sera minacciando con le pistole gli impiegati e lanciando poi tre molotov, una delle quali, tirata da Franco Anselmi, colpisce per sbaglio in testa il portiere dello stabile che ne rimase gravemente ustionato. La rivendicazione vedrà comparire per la prima volta la sigla che segnerà la loro storia: NAR - Nuclei Armati Rivoluzionari.
(Valerio Fioravanti da Storia Nera di Andrea Colombo)

Cristiano Fioravanti

Il primo omicidio del gruppo fu invece compiuto a seguito della strage di Acca Larentia. Il 7 gennaio 1978, a Roma, davanti ad una sezione dell'MSI del quartiere Tuscolano, un commando (mai identificato ma molto probabilmente formato da militanti di estrema sinistra) uccise due giovani militanti missini: Franco Bigonzetti di 19 anni e Francesco Ciavatta di 18 anni. Un terzo missino, Stefano Recchioni di 19 anni, perderà la vita quello stesso giorno, ucciso da un carabiniere negli scontri che seguirono tra attivisti e forze dell'ordine. Acca Larentia segnò un momento di rottura completa tra una parte dei giovani neofascisti ed il partito. La violenza dei gruppi di destra, infatti, da quel momento aumentò ulteriormente e dopo quel giorno, molti giovani missini decideranno di impugnare la armi. «Per la prima volta» spiegherà anni dopo Francesca Mambro «i fascisti romani spareranno contro la polizia. E questo segnò ovviamente un punto di non ritorno.» Successivamente, da alcuni detenuti di destra fu fatta circolare una “voce” secondo la quale a commettere la strage di Acca Larentia sarebbero stati i comunisti della casa occupata di Via Calpurnio Fiamma, nel quartiere di Cinecittà.

Il cadavere di Roberto Scialabba, ucciso da Valerio e Cristiano Fioravanti

Il 28 febbraio 1978, spinti da propositi di vendetta, oltre che per celebrare il terzo anniversario della morte di Miki Mantakas, dal solito ritrovo del bar Fungo (zona EUR) partono in otto: i due fratelli Fioravanti, Franco Anselmi, Alessandro Alibrandi, Dario Pedretti, Francesco Bianco, Paolo Cordaro e Massimo Rodolfo. A bordo di tre auto raggiungono la casa occupata ignorando però che, da qualche ora, era stata sgomberata dalla polizia. A quel punto, invece che ritirarsi strategicamente, decidono di perlustrare il quartiere puntando in direzione della vicina piazza San Giovanni Bosco, i cui giardinetti sono spesso da ritrovo per molti compagni della zona. Nei pressi del parco, scendono dall'auto e, a volto scoperto, fanno fuoco su un capannello radunato intorno ad una panchina: Cristiano va a segno ma, subito dopo, gli si inceppa l'arma, il gruppo di compagni tenta di darsi alla fuga ma i proiettili feriscono due di loro, i fratelli Nicola e Roberto Scialabba. Ma mentre Nicola riesce a fuggire e mettersi in salvo, Roberto, un operaio elettricista e militante di sinistra, viene raggiunto da Valerio che lo fredda da distanza ravvicinata con due colpi alla testa.
(Cristiano Fioravanti da A mano armata di Giovanni Bianconi)

Il cadavere di Franco Anselmi, ucciso durante una rapina il 6 marzo 1978

Nei mesi a seguire, nonostante la rivendicazione dell'attentato da parte dei NAR, la stampa e gli investigatori punteranno più sui piccoli precedenti penali di Scialabba per accreditare la pista di un regolamento di conti tra piccoli spacciatori. Quello sarà invece il primo omicidio del gruppo; la sigla utilizzata per quella prima azione fu Gioventù Nazional-Rivoluzionaria.
Il 6 marzo 1978 lo stesso gruppo rapina l'armeria dei fratelli Centofanti nella zona di Monteverde a Roma, la più grande della città, portando via 8 pistole oltre ai documenti e agli orologi dei presenti. Qualcosa però va storto: mentre il commando si dà alla fuga, subito dopo la rapina, Franco Anselmi si attarda all'interno dell'armeria. Ne nasce un conflitto a fuoco nel quale Anselmi viene colpito alla schiena dal proprietario Daniele Centofanti, che nel mentre era riuscito a liberarsi. Morirà sul colpo sulla porta dell'armeria e la sua uccisione ne fece una sorta di eroe-martire per il resto dei NAR che, in futuro, celebreranno (ogni inizio marzo degli anni successivi) la sua perdita con altrettante rapine ad armerie, firmando i colpi con la sigla Gruppo di fuoco Franco Anselmi.
(Valerio Fioravanti da Il Piombo e la Celtica di Nicola Rao)
Il disorientamento e lo sgomento per la perdita dell'amico rafforzarono ulteriormente il gruppo infondendo loro ulteriore determinazione nella lotta eversiva. Sul piano pratico, invece, cominciarono sovente ad avvalersi dalla collaborazione di criminali comuni per la realizzazione delle azioni di autofinanziamento. Uno di loro fu Massimo Sparti: personaggio gravitante nel mondo della malavita comune che aveva avuto modo, proprio nel periodo di lontananza da Roma di Giusva, di legarsi in un intenso rapporto di amicizia e di collaborazione con suo fratello Cristiano (e con il suo fidato amico Alibrandi) tanto da rappresentare per lui quasi un padre adottivo. Sparti si era così offerto di indirizzare l'attività del gruppo verso obiettivi sicuri e realizzabili senza eccessivi rischi, svolgendo altresì un supporto nelle forniture di documenti e targhe false e nel riciclaggio dei proventi delle rapine, tutte esperienze derivategli dall'inserimento nel mondo della malavita capitolina.

Giuseppe Valerio Fioravanti

Fu così che, a partire dalla rapina effettuata il 6 aprile 1978 a Roma, ai danni della filatelia Biancastelli, i NAR misero a segno una serie di riusciti colpi a cui anche Sparti partecipò attivamente: la rapina alla filatelia Meoli Claudi, quelle nell'abitazione di Gabriella Palazzoli e nella villa dei coniugi Barone-Leporace.
La sera del 17 maggio 1978, Valerio, che nel mentre ha definitivamente abbandonato gli studi universitari per arruolarsi nell'Esercito e si trova di stanza in Friuli, presso la Brigata Mameli di Spilimbergo, assieme ad Alessandro Alibrandi, venuto appositamente da Roma, sottrae due casse contenenti 144 bombe a mano del tipo SRCM, nascondendole all'esterno dell'edificio. Una di queste venne poi ritrovata dai militari mentre l'altra viene trasportata a Roma da Alibrandi con l'aiuto di Tiraboschi e Sparti, ed utilizzata dai NAR nelle loro azioni. Il furto verrà in seguito scoperto e Fioravanti verrà condannato dal Tribunale Militare di Padova, con sentenza del 14 giugno 1979, a otto mesi di reclusione.
Durante la notte del 14 dicembre 1978, trafugano dall'armeria della Capitaneria di porto di Ravenna, un ingente quantitativo di armi da guerra (dieci mitra e cinque pistole), di bombe a mano (diciotto) e di munizioni (oltre quattordicimila cartucce).

### 1979-1980: lo spontaneismo armato
Per il primo anniversario della strage di Acca Larentia, i NAR decisero di assaltare una radio di estrema sinistra, Radio Onda Rossa ma, questa volta, non per uccidere. La provocazione che il gruppo ha in mente è finalizzata ad una strategia politica che, Giusva e gli altri, percorrono ormai da tempo, l'idea cioè di unificazione del movimento di contestazione giovanile e di abbandono della logica degli opposti estremismi tra destra e sinistra. L'idea sarebbe quella di leggere ai microfoni dell'emittente un messaggio provocatorio: «Se volete giocare pesante, lo sappiamo fare anche noi. Vi abbiamo appena dimostrato che, volendo, vi veniamo a prendere a casa. Quindi smettiamola di spararci addosso e combattiamo insieme contro lo Stato.» All'ultimo momento, però, il gruppo decise di cambiare obiettivo puntando su un'altra radio del movimento, Radio Città Futura, causa una battuta riferita ad un giovane missino ucciso ad Acca Larenzia («I fascisti hanno perso una Ciavatta») pronunciata dai microfoni di questa radio. Il 9 gennaio del 1979, quindi, un commando formato da Valerio Fioravanti, Alessandro Alibrandi, Patrizio Trochei, Alessandro Pucci, Dario Pedretti, Livio Lai, Gabriele De Francisci e Paolo Pizzonia arrivano con le auto nei pressi della radio. In tre (Fioravanti, Pucci e Pedretti) assaltano poi gli studi durante la registrazione della trasmissione femminista Radio Donna, dando fuoco ai locali e sparando alle cinque conduttrici (esponenti di un collettivo di casalinghe) che, raggiunte da colpi di mitra e pistola, rimangono ferite o ustionate. Nel corso di un'udienza del processo d'appello per la strage di Bologna, confermando quanto espresso nel comunicato di rivendicazione dei NAR, Fioravanti spiegò che l'assalto era da intendersi come una richiesta di cessazione della conflittualità tra gli opposti estremismi (una sorta di attuazione pratica della teoria del ferro di cavallo), una proposta di armistizio indirizzata alle frange più violente della sinistra extraparlamentare e alle varie organizzazioni di lotta armata di estrema sinistra, nonché al mondo dell'estrema destra, con l'obiettivo di concentrare le forze nell'attacco allo Stato.
L'8 febbraio 1979 Valerio e Cristiano Fioravanti, Patrizio Trochei, Alessandro Alibrandi e Franco Giomo compiono una rapina ai danni della società Cab di Roma, rubando denaro e sei giubbotti antiproiettile.
Il 7 marzo 1979, alla vigilia della ricorrenza della Giornata internazionale della donna, il gruppo NAR/Donne rivoluzionarie, tra le quali spicca il nome di Francesca Mambro, piazza una rudimentale bomba davanti alle finestre della sede del Circolo culturale femminista nel quartiere Prati e poi lanciano due ordigni contro il cinema a luci rosse Ambra Iovinelli, nei pressi della stazione Termini, a Roma. A pochi metri di distanza, Valerio Fioravanti e altri estremisti armati, restano di copertura, pronti eventualmente a intervenire.
Il 15 marzo 1979, per commemorare il primo anniversario della morte di Franco Anselmi, i NAR rapinano l'armeria Omnia Sport, sita in pieno centro di Roma (in via IV Novembre) a due passi dalla Questura di piazza Venezia. Sottraggono una sessantina di pistole, quindici carabine e diverse munizioni. L'azione viene organizzata dai Nar, ma vede anche la partecipazione di personaggi di provenienza diversa, soprattutto militanti del FUAN. In quattro entrano in azione all'interno dell'armeria (Francesca Mambro, Valerio Fioravanti, Alessandro Alibrandi e Livio Lai), mentre in 6 sono all'esterno con compiti di copertura (tra cui Giuseppe Dimitri, Gabriele De Francisci, Massimo Morsello). Quella dell'Omnia sarà la prima azione alle quali parteciperà attivamente anche Francesca Mambro.

La sezione del PCI dell'Esquilino dopo l'assalto

Il 16 giugno 1979 il gruppo assalta la sezione del PCI dell'Esquilino, a Roma durante un'assemblea congiunta del quartiere e dei ferrovieri, con oltre cinquanta persone presenti. I terroristi entrarono nei locali lanciando due bombe a mano Srcm e sparando alcuni colpi di arma da fuoco che feriscono ventisette persone, di cui tre gravemente.
(Volantino di rivendicazione da Il Piombo e la Celtica di Nicola Rao)
Nonostante una sentenza passata in giudicato lo accusi di aver guidato il commando, Valerio Fioravanti ha sempre negato questo addebito.
L'11 dicembre del 1979, Gilberto Cavallini, neofascista milanese gravitante nell'orbita ordinovista di Massimiliano Fachini e che da qualche tempo ha stretto rapporti Valerio Fioravanti, partecipa alla sua prima azione con il gruppo dei NAR, in occasione della rapina ai danni dell'Oreficeria D'Amore di Tivoli. Al colpo partecipano anche Valerio, Sergio Calore e Bruno Mariani. Da quel momento in poi, Cavallini verrà integrato in modo organico nel gruppo.
Il 17 dicembre 1979, un gruppo di militanti di Terza Posizione e dei NAR, formato da Giusva Fioravanti, Sergio Calore, Antonio D'Inzillo, Bruno Mariani e Antonio Proietti organizzano un agguato nei confronti dell'avvocato Giorgio Arcangeli, ritenuto responsabile di aver denunciato e fatto arrestare Pierluigi Concutelli come autore dell'omicidio Occorsio. A morire però sarà Antonio Leandri, geometra di 24 anni, erroneamente scambiato per l'avvocato romano e colpevole solo di essersi voltato al grido «avvocato!» lanciato da Giusva. Mariani spara per primo e tre colpi dei sei vanno segno, poi Valerio interviene e spara il colpo di grazia che uccide il giovane

Giorgio Vale

Il 6 febbraio 1980, Valerio Fioravanti e Giorgio Vale uccidono, mentre è in servizio di vigilanza davanti all'Ambasciata del Libano, il poliziotto Maurizio Arnesano per impadronirsi del suo mitra M12. Quando Giusva ha puntato la pistola contro Arnesano, intimandogli di consegnargli la mitraglietta, l'agente ha accennato però una reazione e Fioravanti gli ha sparato tre volte nel braccio. E mentre Arnesano cerca riparo verso l'ingresso dell'Ambasciata, viene raggiunto da altri 4 proiettili nella schiena. Al sostituto procuratore di Roma, il 13 aprile 1981, Cristiano Fioravanti dichiarerà: «La mattina dell'omicidio Arnesano, Valerio mi disse che un poliziotto gli avrebbe dato un mitra; io, incredulo, chiesi a che prezzo ed egli mi rispose: gratuitamente. Fece un sorriso ed io capii»
Il 6 marzo 1980, nel secondo anniversario della morte di Franco Anselmi, i NAR rapinano l'armeria Perini in via Rasella, a Roma, asportando 27 pistole.
Le azioni dei NAR oramai si susseguono senza soluzioni di continuità: il giorno dopo, il 7 marzo 1980, Valerio Fioravanti e Gilberto Cavallini sono a Trieste dove rapinano una gioielleria, cedendo poi i preziosi rapinati ad un contatto di Cavallini, il ricettatore Angelo Manfrin.
Il 30 marzo 1980 Valerio, Cavallini e la Mambro decidono di assaltare il distretto militare di via Cesarotti, a Padova seguendo (come poi racconterà il pentito Cristiano Fioravanti) delle informazioni fornite da Franco Giomo, dirigente nazionale del Fronte della Gioventù. Nell'azione, il sergente Gabriele Sisto viene ferito con un colpo di pistola e vengono rubati 4 mitragliatrici MG 42/59, 5 fucili automatici, pistole e proiettili. Caricati su un furgoncino, con cui poi si danno alla fuga, i tre restano imbottigliati nel traffico e devono fuggire abbandonando le armi. Sul muro della caserma, prima di andarsene, la Mambro aveva firmato la rapina con la sigla BR (Brigate Rosse), per depistare le indagini.
Il 28 maggio 1980, un commando dei NAR formato da Valerio Fioravanti, Francesca Mambro, Giorgio Vale e Luigi Ciavardini, con l'obiettivo di disarmare una pattuglia di agenti in servizio di vigilanza davanti al Liceo romano Giulio Cesare. All'assalto partecipano di copertura Gilberto Cavallini, Mario Rossi e Gabriele De Francisci che, per un equivoco con il gruppo di fuoco, pensano ad un rinvio. Il commando, però, entra lo stesso in azione ed uccide l'appuntato di Polizia Francesco Evangelista (detto Serpico), ferendo altri due agenti.
(Luigi Ciavardini da Tutta un'altra strage di Riccardo Bocca)

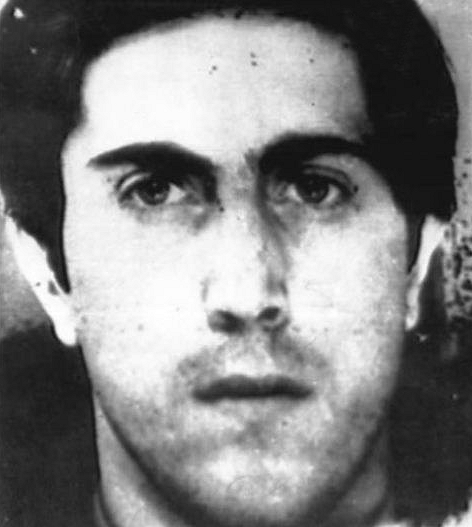
Gilberto Cavallini, autore dell'omicidio del giudice Mario Amato

Il 23 giugno 1980 i NAR uccidono a Roma il sostituto procuratore Mario Amato. Mentre attendeva l'autobus per recarsi al lavoro, alla fermata posta all'incrocio tra Viale Jonio e Via Monte Rocchetta, Amato fu raggiunto alle spalle da Gilberto Cavallini che lo freddò con un colpo di rivoltella alla nuca, per poi fuggire in sella alla moto guidata da Luigi Ciavardini. Osteggiato e denigrato dai suoi stessi colleghi della Procura di Roma, oggetto di continui attacchi da parte del suo diretto superiore, il giudice istruttore Antonio Alibrandi (padre di Alessandro, componente degli stessi NAR), il quale lo accusava di “dare la caccia ai fantasmi”, da circa due anni Amato conduceva le principali inchieste sui movimenti eversivi di destra in assoluto isolamento. Aveva altresì da poco annunciato sviluppi clamorosi nella sua indagine, prossime «alla visione di una verità d'assieme, coinvolgente responsabilità ben più gravi di quelle stesse degli esecutori degli atti criminosi». Il giudice Amato, come già accadde al magistrato Vittorio Occorsio, ucciso a Roma dal terrorista nero Pierluigi Concutelli, la mattina del 10 luglio 1976, pagò quindi con la vita l'incapacità, da parte dei suoi colleghi del Tribunale, di non comprendere la "lettura globale" del terrorismo nero e la sua reale portata nell'Italia di allora.

Il cadavere del giudice Mario Amato

La mattina del giorno seguente, il 24 giugno, nei pressi di una cabina telefonica sita in via Carlo Felice, a Roma, il gruppo fece ritrovare il volantino di rivendicazione in cui, oltre ad attribuirsi la paternità dell'omicidio, i NAR stilano un vero e proprio manifesto di chiarificazioni sul loro operato, intitolato appunto Nar chiarimento, un proclama d'intenti rispetto ad un loro passaggio ad un livello politico differente, fatto soprattutto di iniziative dettate da fini di vendetta:
(Volantino NAR-Chiarimenti da A mano armata di Giovanni Bianconi)

L'ala ovest della stazione di Bologna dopo l'esplosione della bomba

Il 2 agosto 1980, una bomba piazzata nella sala d'aspetto di 2ª classe, provoca una vera e propria strage alla stazione centrale di Bologna, affollata di turisti e di persone in partenza o di ritorno dalle vacanze, causando 85 morti e oltre 200 feriti. Le indagini vennero indirizzate immediatamente negli ambienti dell'eversione neofascista e, il 26 agosto, la Procura della Repubblica di Bologna emise ventotto ordini di cattura nei confronti di militanti gravitanti negli ambienti dell'estrema destra, tra cui alcuni appartenenti ai NAR: Francesca Mambro, Valerio Fioravanti, Mario Corsi, Paolo Pizzonia, Luigi Ciavardini Francesco Bianco e Alessandro Pucci.

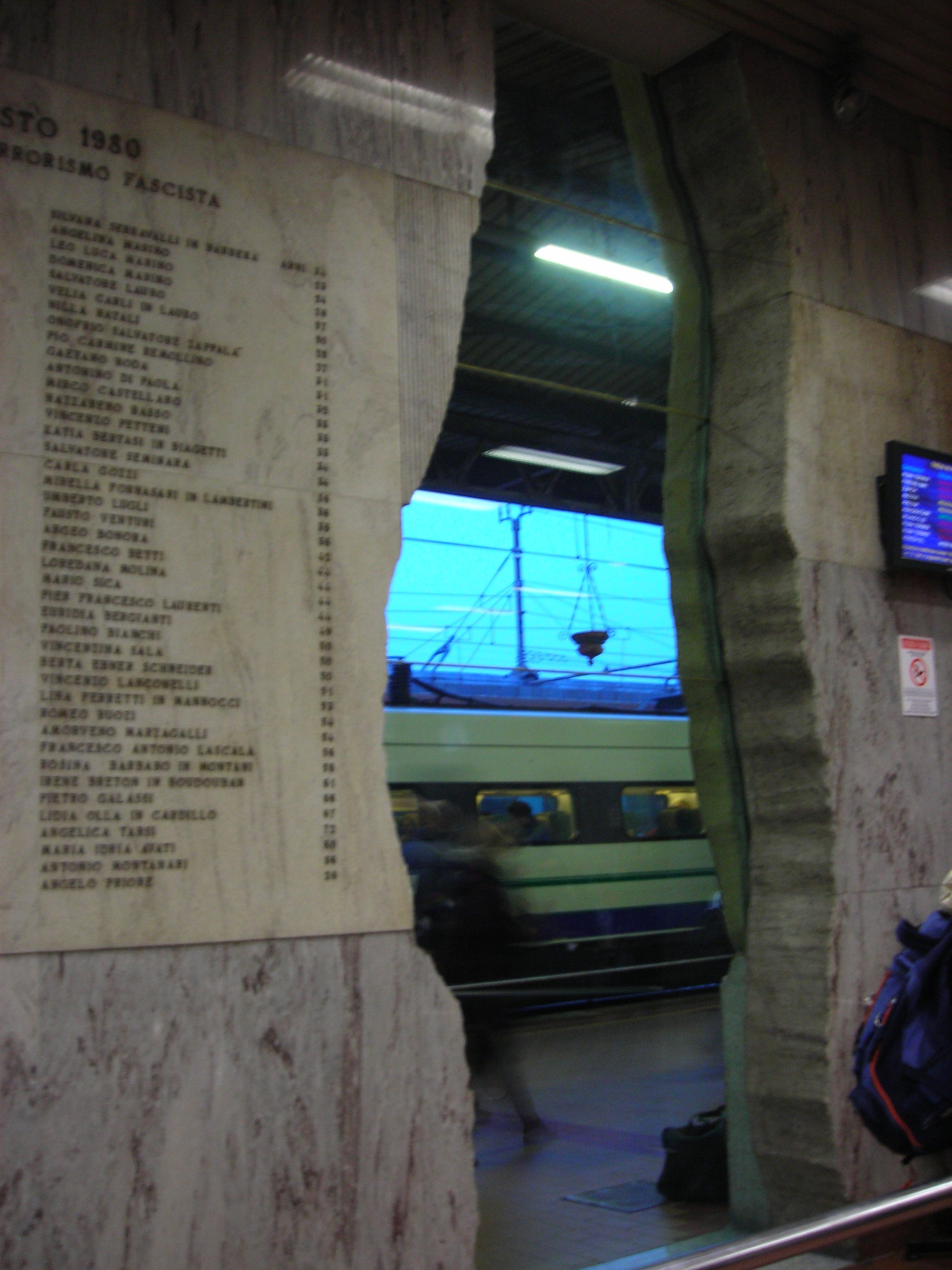
Lapide posta nel luogo dell'attentato

Il 5 agosto 1980, solo tre giorni dopo gli avvenimenti della stazione di Bologna Valerio e Francesca rapinano a volto scoperto l'armeria Fabrini di Piazza Menenio Agrippa, a Roma nell'intento di continuare a predisporre i preparativi per la progettata evasione di Pierluigi Concutelli. Si impossessano di 63 pistole, 1300 cartucce e 24 paia di manette, rivendicando l'azione con la sigla NAR - Nucleo Zeppelin (ma il volantino non verrà mai trovato).
(Interrogatorio di Francesca Mambro del 12 aprile 1984)
La sera del 2 settembre 1980, a Roma, i NAR uccidono per errore Maurizio Di Leo, tipografo di 34 anni del quotidiano Il Messaggero, scambiato per un giornalista del giornale romano, Concina che, in quel periodo, seguiva le vicende dell'eversione nera della capitale. Quella sera, il tipografo finisce il lavoro e lascia la sede del giornale in contemporanea con due giornalisti: una telefonata anonima aveva, infatti, segnalato la presenza di un volantino di rivendicazione in un cestino di rifiuti. In realtà era una trappola, ma il commando, invece del cronista preso di mira, seguì il tipografo e lo uccise. Due giorni dopo, con un volantino, gli stessi Nar ammisero l'equivoco. Dario Pedretti, Luigi Aronica, Donatella De Francisci, Marco Di Vittorio, Giuseppe Dimitri e Cristiano Fioravanti furono accusati del delitto, ma le confessioni dei pentiti non convinsero i giudici e i sei estremisti vennero assolti per insufficienza di prove.

Francesco "Ciccio" Mangiameli, ucciso da un commando dei NAR

Il 9 settembre 1980 Francesca Mambro, Dario Mariani, Giorgio Vale, Cristiano e Giusva Fioravanti uccidono il dirigente siciliano di Terza Posizione Francesco Mangiameli, reo di essersi intascato i soldi che sarebbero serviti per l'evasione del terrorista nero Pierluigi Concutelli. Condotto con una scusa nella pineta di Castelfusano venne trucidato a colpi di pistola: mentre Valerio cominciava ad insultarlo e a chiedergli conto dei soldi spariti, Cristiano estrasse la pistola e lo colpì passando poi l'arma nelle mani del fratello e infine di Vale che lo finirono.
(Interrogatorio di Cristiano Fioravanti del 26 marzo 1986)

Stefano Soderini autore dell'omicidio del brigadiere Ezio Lucarelli

Il suo corpo, zavorrato con dei pesi, venne poi immerso in un laghetto romano nei pressi di Tor de' Cenci e rinvenuto l'11 settembre del 1980 dalle forze dell'ordine.
I motivi dell'assassinio, in realtà, non sono mai stati davvero chiariti del tutto e restano tuttora oscuri. Nel processo Corte di Assise di Appello per la Strage di Bologna, ad esempio, Cristiano Fioravanti avanzò la tesi che Mangiameli potesse essere stato testimone, nella sua casa di Palermo, degli accordi presi da Valerio con altre persone del luogo, in vista dell'omicidio di Piersanti Mattarella.
La sera del 30 ottobre 1980 vengono uccisi a Redecesio di Segrate, Cosimo Todaro (un traffichino in rapporto con i Nar per rapine e traffico di armi) e la sua convivente Maria Paxou, una ballerina di origine greca. Seduto sul sedile posteriore della A 112 della Paxou e con Todaro al posto di guida, il killer aveva freddato entrambi sparando loro alla testa e dandosi poi alla fuga con un'altra vettura guidata da Gilberto Cavallini. Valerio Fioravanti si attribuì poi la responsabilità dell'omicidio (un regolamento di conti dopo una rapina) ma la Corte invece condannerà Mauro Addis, malavitoso nel giro della banda Vallanzasca ed amico di Pierluigi Concutelli, che si era poi avvicinato in carcere ai Nar.

Pasquale Belsito

Il 13 novembre 1980, nei pressi di Siena, una pattuglia dei carabinieri ferma per un controllo l'autovettura su cui viaggiavano Valerio e Cristiano Fioravanti, Francesca Mambro e Giorgio Vale. Alla richiesta di documenti e per evitare di essere scoperti, i quattro rispondono spianando le armi e disarmando i militari prima di fuggire.
Il 26 novembre 1980, Gilberto Cavallini e Stefano Soderini uccidono a Milano il brigadiere dei Carabinieri Ezio Lucarelli. Quella mattina i due hanno bisogno di un'auto pulita e, quando nella carrozzeria arriva una pattuglia per un controllo, Cavallini apre il fuoco uccidendo l'agente. Nella fuga, poi, i due dimenticano i documenti che finiscono in mano ai carabinieri e così anche Soderini diventa un latitante.
Il 19 dicembre 1980, Valerio Fioravanti, Francesca Mambro, Gigi Cavallini, Giorgio Vale, Pasquale Belsito, Stefano Soderini e Andrea Vian svaligiano la gioielleria Giraldo di Treviso. I terroristi presero in ostaggio l'intera famiglia Giraldo e portarono poi il capofamiglia nei locali della gioielleria costringendolo ad aprire la cassaforte e portandosi via un bottino di tre miliardi, gioielli che vennero poi ricettati dal veronese Angelo Manfrin. Alla rapina partecipa anche il veneto Fiorenzo Trincanato, un malavitoso comune conosciuto da Cavallini e a cui Gigi affida qualche giorno dopo la custodia di un borsone di armi di proprietà dei NAR. Trincanato, però, dopo l'arresto della moglie trovata in possesso di una pistola, per paura di essere anch'egli catturato, le aveva caricate in macchina e, in fretta e furia, nascoste nello Scaricatore, un canale del fiume Bacchiglione, alla periferia di Padova.

### 1981-1982: vendette e arresti
Verso la fine della loro storia, decimati dagli arresti, i NAR abbandonarono in gran parte la strategia della lotta spontaneista armata contro lo Stato e si dedicarono quasi esclusivamente alle vendette e ai regolamenti di conti all'interno dell'ambiente della destra eversiva: una serie di omicidi contro delatori, traditori e approfittatori.
(Francesca Mambro da A mano armata di Giovanni Bianconi)

Luca Perucci, ferito dopo l'attentato

Iniziarono il 6 gennaio 1981 con l'omicidio di Luca Perucci. Studente universitario e militante di Terza Posizione, Perucci venne ucciso a soli diciott'anni sotto casa, a Roma, con un colpo di pistola alla testa. Era stato da poco ascoltato dai magistrati romani e bolognesi nell'ambito delle indagini per la strage alla stazione di Bologna e per l'omicidio del giudice Mario Amato e, la convinzione dei Nar era che avesse fornito informazioni utili agli inquirenti. Quando attorno alle 18:30 esce dalla sua abitazione di via Lucrino, nel quartiere Trieste, per recarsi da alcuni parenti in quel giorno d'Epifania, assieme alla madre e ai due zii, il suo amico Pasquale Belsito lo chiama se lo prende sotto braccio e i due si allontanano insieme parlottando. Ma, appena svoltato l'angolo del palazzo, Belsito estrae la sua 38 Special e lo colpisce a bruciapelo spappolandogli la fronte, prima di darsi alla fuga. La rivendicazione scritta arriverà solo nove mesi dopo a tre quotidiani, compresa nel volantino dell'omicidio Straullu: «Il 6 gennaio abbiamo giustiziato l'infame delatore Luca Perucci che aveva permesso l'attacco della magistratura bolognese contro le formazioni rivoluzionarie»
Il 15 gennaio 1981 alcuni giovani neofascisti dei NAR si introdussero con uno stratagemma nell'abitazione romana del collezionista d'armi Fabio Bucciano, immobilizzando i presenti e sottraendo 21 pistole, una carabina, denaro e gioielli.

Il corpo di uno dei due carabinieri Enea Codotto e Luigi Maronese, uccisi da Valerio Fioravanti

La sera del 5 febbraio 1981, Valerio Fioravanti, il fratello Cristiano, Francesca Mambro, Gigi Cavallini, Giorgio Vale e Gabriele De Francisci sono a Padova e cercano di ripescare quel borsone di armi precedentemente affidate a Trincanato. Provvisto di muta da sub, Cristiano si immerge nella fredda acqua del canale ma, nel bel mezzo dell'operazione di recupero, vengono colti sul fatto da due carabinieri: Enea Codotto di 25 anni e Luigi Maronese di 23 anni. Ne nasce un violento conflitto a fuoco al termine del quale Valerio, simulando la resa e approfittando di una distrazione del milite, spara uccidendo i due agenti. Prima di essere uccisi, i carabinieri, riescono a colpire lo stesso Fioravanti, il quale, gravemente ferito ad entrambe le gambe, verrà riportato dal resto del gruppo nell'appartamento usato come base e, poco dopo, arrestato.
Il 10 luglio 1981, Francesca Mambro, Giorgio Vale, Gilberto Cavallini e Stefano Soderini rapinano a Roma una gioielleria in via Mario de' Fiori. A rapina quasi conclusa, Renato Mancini, figlio del titolare, tenta di reagire gettando contro i rapinatori una lastra di vetro e viene ucciso con una revolverata in fronte.
La strategia di annientamento dei traditori e dei delatori proseguì il 31 luglio 1981 con l'omicidio di Giuseppe De Luca, detto Pino il calabro e accusato dal gruppo di essere un truffatore e di aver sottratto, in una circostanza, anche dei soldi allo stesso Alibrandi promettendogli, durante un viaggio nella zona di Montecarlo, di fargli acquistare alcune armi mai arrivate, pur avendo anticipato i soldi in precedenza. Quella sera, De Luca rientra a casa verso le 19.30 e alla sorella dice che si farà una doccia per poi uscire di nuovo con gli amici. Con Alibrandi e la Mambro di copertura, Giorgio Vale si introduce in casa con una scusa e lo uccide con un solo colpo di pistola.

Marco Pizzari

Il 30 settembre 1981 è invece la volta di Marco Pizzari, freddato con tre colpi di arma da fuoco nei pressi di piazza Medaglie d'Oro, a Roma. Ventitré anni, un diploma da geometra, figlio di un gioielliere, e vicino di casa ed amico di vecchia data di Ciavardini, durante il periodo di arresti seguiti alla Strage di Bologna molti neofascisti si erano convinti che Pizzari avesse collaborato con la polizia e che fosse responsabile dell'arresto dello stesso Ciavardini e Nanni De Angelis (e quindi anche della morte di quest'ultimo). Un commando a bordo di una Ritmo blu blocca la sua Panda mostrandogli una paletta e quando Pizzari scende dall'auto per recarsi verso quella che ritiene essere una pattuglia in borghese, Cavallini e Alibrandi lo colpiscono tre volte, due alla testa e uno al torace. Del commando facevano parte anche Vale, Soderini e la Mambro, tutti e tre di copertura. Nel solito volantino di rivendicazione vengono chiarite le motivazioni del gesto:
(Volantino rivendicazione da Il Piombo e la Celtica di Nicola Rao)
Il 19 ottobre 1981, Alibrandi, Sordi e Cavallini vanno a Milano, per regolare i conti con il vecchio dirigente missino Giorgio Muggiani, noto per aver trafugato nel 1946 il corpo di Mussolini, perché considerato dal gruppo responsabile dell'arresto di Cavallini.
Ma, seguiti da un'auto civetta della polizia, i tre sparano e colpiscono due agenti, mentre il terzo si dà alla fuga. Nel mentre Sordi si avvicina alla pattuglia per prendere le armi e finisce con un colpo alla testa l'agente ferito.

La Fiat Ritmo con a bordo il capitano della Polizia di Stato Francesco Straullu ed il suo autista Ciriaco Di Roma uccisi da un commando dei NAR

Il 21 ottobre 1981, nei pressi di Acilia, Alessandro Alibrandi, Gilberto Cavallini, Francesca Mambro, Giorgio Vale, Stefano Soderini e Walter Sordi uccidono in un agguato il capitano della Digos Francesco Straullu e l'agente Ciriaco Di Roma. Straullu, che coordina molte indagini sui gruppi dell'eversione nera, e mal visto negli ambienti neofascisti. «Voci nell'ambiente lo accusano di torture fisiche e prepotenze sugli arrestati e abusi sessuali sulle donne: probabilmente finirà per pagare il rapporto con Laura Lauricella, l'ex donna di Egidio Giuliani, un altro capobanda detenuto e irriducibile. Lei invece si è pentità e si aggrappa al capitano che ne gestisce il rapporto con la giustizia. Li vedono qualche volta insieme e il tam-tam dell'ambiente li fa subito diventare amanti.» I NAR credono che Straullu sia dotato di un'autoblindata e quindi si armano di conseguenza con un fucile da guerra caricato con pallottole traccianti. In realtà, i due agenti viaggiano su una normale vettura di servizio e, mentre stanno per percorrere uno stretto e breve tunnel, vengono investiti da una devastante pioggia di proiettili che ne maciulla letteralmente i corpi. L'omicidio fu rivendicato con un volantino nel quale, i NAR, scrivevano:
(Volantino di rivendicazione da Fascisteria di Ugo Maria Tassinari)
Il 5 dicembre 1981 i NAR perdono uno dei loro componenti principali: durante un conflitto a fuoco con la Polizia stradale della stazione di Labaro, sulla via Flaminia, nei pressi di Roma, muore infatti Alessandro Alibrandi, raggiunto alla testa da un solo colpo sparato alle sue spalle da un agente. Il commando dei NAR formato da Walter Sordi, Pasquale Belsito, Ciro Lai e dallo stesso Alibrandi era alla ricerca di una pattuglia della polizia da disarmare e, sotto il fuoco degli agenti, gli altri complici riuscirono poi a dileguarsi abbandonando il compagno morto sull'asfalto. Nella sparatoria venne ferito gravemente anche il ventunenne Ciro Capobianco, agente della stradale in servizio da soli due mesi e che poi morirà due giorni dopo in ospedale.

Il corpo di Alessandro Caravillani

Il 6 dicembre 1981 a Roma, nei pressi della Piramide Cestia, viene ucciso il carabiniere Romano Radici mentre procedeva alla identificazione di due giovani in atteggiamento sospetto. I due si diedero poi alla fuga e, durante l'inseguimento, spararono altri colpi ferendo un secondo agente. L'omicidio venne poi rivendicato dai Nar come risposta alla morte di Alibrandi, ucciso in un conflitto a fuoco con la polizia solo ventiquattr'ore prima.
Il 5 marzo 1982, anche Francesca Mambro finisce la sua corsa nell'eversione armata. Quel giorno, per una rapina all'Agenzia della Banca Nazionale del Lavoro di Piazza Irnerio a Roma, si ritrovano in otto: la Mambro, Giorgio Vale, Walter Sordi e Stefano Procopio di copertura, mentre Roberto Nistri, i fratelli Ciro e Livio Lai e Fabrizio Zani entrano nella banca, disarmano la guardia ed escono per darsi alla fuga. Ma all'esterno trovano già le forze dell'ordine che, chiamate da un passante ingaggiano con i terroristi un violento conflitto a fuoco seguito. Alessandro Caravillani, studente di 17 anni del Liceo Artistico che passava di lì per caso, recandosi a scuola, muore colpito alla testa da una pallottola di rimbalzo sparata dal fucile utilizzato da Livio Lai. Anche Francesca Mambro viene ferita gravemente:
(Interrogatorio di Francesca Mambro del 10 novembre 1989)
Insieme a Nistri, Giorgio Vale porta Francesca nelle vicinanze del pronto soccorso dell'ospedale romano Santo Spirito, sul Lungotevere. Si salverà ma verrà arrestata. Livio Lai si assunse le responsabilità del delitto Caravillani e, nel processo Nar 2, venne condannato a 15 anni, diventati poi 22 e mezzo con gli altri reati commessi.
Il 24 giugno del 1982 Cavallini, Walter Sordi e due giovanissimi militanti (Vittorio Spadavecchia e Pierfrancesco Vito) sono intenti in un disarmo di una pattuglia di polizia in servizio di vigilanza nella sede dell'Olp di Roma. Gli agenti Antonio Galluzzo e Giuseppe Pillon, sorpresi dal commando di terroristi, sono raggiunti da numerosi colpi d'arma da fuoco che uccidono il primo e feriscono il secondo.
L'8 luglio del 1982 uno commando di terroristi formato da Fabrizio Zani, Pasquale Belsito e Stefano Procopio uccidono Mauro Mennucci, il neofascista che nell'estate del 1975 aveva rivelato alla polizia il nascondiglio in Francia di Mario Tuti.

### Legami con la Banda della Magliana

Massimo Carminati

Negli anni settanta, la contiguità sia temporale che fisica tra gli ambienti dell'eversione politica e del crimine comune organizzato fece sì che, tra le parti in causa, cominciò a farsi strada la possibilità di ricercare un terreno comune di reciproco beneficio. I NAR ebbero collaborazione con la Banda della Magliana a Roma, con la banda Turatello a Milano, e con la Mala del Brenta in Veneto.
Nei primi mesi del 1978, attraverso Massimo Carminati, criminale milanese trasferitosi a Roma e da sempre divisosi tra la malavita comune e l'eversione di destra, i NAR presero i primi contatti con alcuni componenti della Banda della Magliana, la più grande organizzazione malavitosa romana operante fra gli anni settanta ed ottanta. Attraverso la frequentazione del bar Fermi, nella zona di Ponte Marconi, dove spesso si ritrovavano molti dei componenti della Magliana, Carminati entrò in contatto con i boss Danilo Abbruciati e Franco Giuseppucci ed iniziò ad affidare loro i proventi di alcune rapine di autofinanziamento effettuate con i NAR in modo da poter riciclare il denaro in altre attività illecite quali l'usura o lo spaccio di droga.
Durante questo periodo, Carminati ottenne addirittura il controllo congiunto, per conto dei NAR, del deposito segreto di armi della Banda, nascosto negli scantinati del Ministero della Sanità, all'EUR. La sua scoperta, il 25 novembre 1981, portò all'arresto di due dipendenti ministeriali, Alvaro Pompili e Biagio Alesse legati alla Banda. Un mitra Mab con numero di matricola abraso e calcio rifatto artigianalmente, proveniente da quel deposito/arsenale, venne poi ritrovato sul treno Taranto-Milano il 13 gennaio 1981, in una valigetta contenente anche due caricatori, un fucile da caccia, due biglietti aerei a nome di due estremisti di destra, un francese e un tedesco, e soprattutto del materiale esplosivo T4, dello stesso tipo utilizzato per la strage alla stazione ferroviaria di Bologna del 2 agosto 1980. Un tentativo di depistaggio legato alla strage, per la quale venne riconosciuto come esecutore materiale (tra gli altri) lo stesso Carminati.
(Commissione Parlamentare sul Terrorismo)

Walter Sordi

Una di queste rapine fu quella effettuata, il 27 novembre 1979, ai danni della Chase Manhattan Bank di Roma da Giusva Fioravanti, Alessandro Alibrandi, Giuseppe Dimitri e Massimo Carminati. Parte del bottino furono alcuni traveller cheque che, successivamente affidati nelle mani di Franco Giuseppucci per organizzarne un'operazione di riciclaggio, costeranno al boss della Magliana un arresto con l'accusa di ricettazione, nel gennaio del 1980.
(Interrogatorio di Walter Sordi del 15 ottobre 1982)

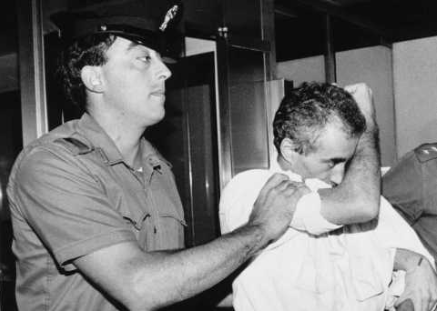
Maurizio Abbatino, boss della Banda della Magliana, collegata ai NAR da rapporti di collaborazione reciproca

Anche per diretta ammissione di pentiti quali Claudio Sicilia e Maurizio Abbatino, in regime di reciproco scambio di favori, la stessa Banda, usava di tanto in tanto commissionare ai giovani fascisti lavori di manovalanza come riscossione di crediti dell'usura, trasporto di quantitativi di droga oltre che esecuzioni su commissione, come nel caso del tabaccaio romano Teodoro Pugliese, ucciso da Carminati (assieme ad Alibrandi e a Claudio Bracci) con tre colpi di pistola calibro 7,65, perché d'intralcio nel traffico di stupefacenti gestito da Giuseppucci.
Sempre secondo alcuni pentiti (Walter Sordi, Angelo Izzo e Cristiano Fioravanti), un altro omicidio che i NAR effettuarono per conto della Banda fu quello del giornalista Mino Pecorelli: direttore del periodico Osservatorio Politico O.P., iscritto alla loggia massonica P2 e uomo vicino ai servizi segreti, fu assassinato con tre colpi di pistola calibro 7,65 (uno in faccia e tre alla schiena) in via Orazio a Roma, la sera del 20 marzo 1979. Lo stesso pentito della Magliana, Antonio Mancini, nell'interrogatorio dell'11 marzo 1994, ebbe a confermare la circostanza: «fu Massimo Carminati a sparare assieme ad Angiolino il biondo (Michelangelo La Barbera, ndr). Il delitto era servito alla Banda per favorire la crescita del gruppo, favorendo entrature negli ambienti giudiziari, finanziari romani, ossia negli ambienti che detenevano il potere.»
il caso dell'omicidio Pecorelli, tuttavia è ancora oggi irrisolto: nell'ottobre del 2003, la Corte di cassazione annullò la sentenza di condanna pronunciata dalla Corte d'assise d'appello di Perugia, assolvendo «per non avere commesso il fatto» sia per i mandanti (Giulio Andreotti, Claudio Vitalone, Gaetano Badalamenti e Pippo Calò) che per gli esecutori materiali dell'omicidio (Carminati e La Barbera), e valutando le testimonianze dei pentiti come non attendibili.

## La fine dei NAR

### I morti e gli arresti
- Valerio Fioravanti venne arrestato a Padova, il 5 febbraio 1981.[93] Dopo il conflitto a fuoco con le forze dell'ordine, nei pressi del Canale Scaricatore, dove persero la vita i carabinieri Enea Codotto e Luigi Maronese, Valerio, ferito alle gambe ed impossibilitato a proseguire la fuga, convinse il fratello Cristiano e la Mambro a farsi lasciare in un appartamento della città precedentemente utilizzato come base, dove aspettò i soccorsi e si arrese, facendosi arrestare. Venne poi processato per reati quali: furto e rapina, violazione di domicilio, sequestro di persona, detenzione illegale di armi, detenzione di stupefacenti, ricettazione, violenza privata, falso, associazione a delinquere, lesioni personali, tentata evasione, banda armata, danneggiamento, tentato omicidio, incendio, sostituzione di persona, strage, calunnia, attentato per finalità terroristiche e di eversione. Dopo sei sentenze della Corte d'Assise d'Appello venne condannato, complessivamente, a 8 ergastoli, 134 anni e 8 mesi di reclusione, di cui 26 scontati dietro le sbarre.[94] Nell'aprile del 2009, dopo cinque anni dal conseguimento della libertà vigilata, è tornato ad essere un uomo libero.[95]
- Francesca Mambro venne arrestata a Roma il 5 marzo 1982. Durante un conflitto a fuoco con le forze dell'ordine, sopraggiunte a Piazza Irnerio dopo l'assalto dei NAR all'agenzia della Banca Nazionale del Lavoro, in cui rimase ucciso da una pallottola vagante lo studente Alessandro Caravillani, la Mambro, ferita all'inguine da un proiettile e priva di sensi, venne lasciata dal resto del gruppo davanti all'ospedale Santo Spirito e quindi arrestata.[96] Venne poi processata e condannata complessivamente a nove ergastoli, 84 anni e 8 mesi di reclusione per reati quali: furto e rapina (una ventina in tutto), detenzione illegale di armi, violazione di domicilio, sequestro di persona, ricettazione, falso, associazione sovversiva, violenza privata, resistenza e oltraggio, attentato per finalità terroristiche, occultamento di atti, danneggiamento e contraffazione impronte.[97] Dopo 16 anni scontati in carcere, nel 1998, le venne concessa la semi-libertà commutata, nel 2002, in detenzione domiciliare speciale. Il 16 settembre del 2008 il Tribunale di sorveglianza di Roma le ha concesso la libertà condizionale, provvedimento che è terminato il 16 settembre 2013, quando la sua pena è stata definitivamente estinta.[98]
- Cristiano Fioravanti venne arrestato a Roma l'8 aprile 1981. Dopo la cattura del fratello, Cristiano, assieme a Giorgio Vale e alla Mambro si spostarono per precauzione a Pescasseroli, in Abruzzo[99]. Quotidianamente, però, Fioravanti si recava nella capitale per inviare un telegramma alla fidanzata, sempre dallo stesso ufficio postale, quello di piazza San Silvestro, dove venne quindi arrestato.[100] Il suo pentimento, avvenuto già qualche giorno dopo la sua cattura, portò gli investigatori ad ottenere numerose informazioni sui NAR e sui loro legami con fiancheggiatori esterni. Nella sua confessione coinvolse direttamente anche il fratello Valerio con chiamate in correità ed accuse varie, poi in parte ritrattate, riguardanti l'attività terroristica del gruppo. Dopo meno di un anno dal suo arresto fu rimesso in libertà e oggi è libero, sotto programma di protezione per pentiti.[101]
- Franco Anselmi fu ucciso a Roma, il 6 marzo 1978, durante una rapina all'armeria Centofanti.[102]
- Luigi Ciavardini venne arrestato, per la prima volta, il 3 ottobre 1980, a piazza Barberini (Roma), insieme a Nanni De Angelis che poi nella notte morirà in carcere in circostanze mai chiarite. Liberato nel 1985, per decorrenza dei termini, fu di nuovo arrestato nel giugno del 1989 e condannato a 12 anni per una rapina ad una gioielleria di Pescara, ma poi assolto per non aver commesso il fatto nel 1990. Successivamente rimesso in libertà venne nuovamente arrestato il 22 novembre 1991 per l'omicidio del giudice Mario Amato, avvenuto a Roma il 23 giugno 1980 e condannato a restare in carcere fino all'agosto del 2000. Il 9 ottobre 2006 subisce un nuovo arresto a Roma, con l'accusa di aver partecipato a una rapina il 15 settembre 2005 e condannato a 7 anni e 4 mesi di reclusione, condanna che verrà poi cancellata il 4 febbraio 2008, per non aver commesso il fatto).[103] L'11 aprile del 2007, la seconda sezione penale della Suprema Corte conferma la condanna a 30 anni di reclusione ritenendolo responsabile (con Giusva Fioravanti e Francesca Mambro) di essere l'esecutore materiale della Strage alla stazione di Bologna.[104]
- Alessandro Alibrandi venne ucciso il 5 dicembre del 1981, durante un conflitto a fuoco con la Polizia stradale avvenuto sulla via Flaminia, nei pressi di Roma.[105]
- Gilberto Cavallini arrestato il 12 settembre 1983 in un bar di Corso Genova a Milano, venne condannato al suo primo ergastolo il 12 gennaio 1984, per l'assassinio del brigadiere dei carabinieri Ezio Lucarelli, a Milano. Pluricondannato per gli omicidi del sostituto procuratore di Roma, Mario Amato, del capitano di polizia Straullu, degli agenti Di Roma, Galluzzo, Maronese, Codotto e del neofascista Marco Pizzarri, è attualmente detenuto nel carcere di Milano dopo che, il 19 dicembre del 2002, ha subito la revoca dei benefici di semilibertà (concessagli nel 2001) per essere stato trovato in possesso di una pistola Beretta con matricola abrasa e di 50 proiettili.[106]
- Massimo Carminati venne arrestato il 21 aprile del 1981, nei pressi del confine svizzero dove, a seguito di un conflitto a fuoco con le forze dell'ordine, perse l'occhio sinistro. Accusato dai pentiti della Banda della Magliana per l'omicidio del giornalista Mino Pecorelli, venne assolto in primo grado e in appello.[107] Accusato per l'omicidio di Fausto Tinelli e Lorenzo Iannucci, i due studenti milanesi uccisi a Milano il 18 marzo 1978, nel 2000 ottenne l'archiviazione per insufficienza di prove.[108] Attualmente è ancora indagato per il furto al caveau del Palazzo di Giustizia di Roma, del luglio 1999.
- Giorgio Vale venne ucciso il 5 maggio 1982 a Roma, durante un'irruzione delle forze dell'ordine nell'appartamento di via Decio Mure 43, nel quartiere Appio Latino, in cui si era rifugiato, latitante, mentre erano in corso trattative da parte della famiglia e del suo avvocato per farlo costituire. L'appartamento, intestato a Luigi Sortino, militante di Avanguardia Nazionale arrestato già una volta nel 1977, venne accerchiato da un centinaio di poliziotti e tiratori scelti, comandati da Umberto Improta che poi fecero irruzione nell'abitazione sorprendendo Vale nel sonno e colpendolo a morte.[109] La sua uccisione avvenne in circostanze misteriose: nell'appartamento nel quale si trovava furono rinvenuti centinaia di colpi provenienti solo dalle armi in dotazione agli agenti ma, in base anche ai risultati dell'autopsia, fu stabilito che Vale era morto colpito da un solo proiettile. Inizialmente si parlò anche di suicidio, ma le successive verifiche con il guanto di paraffina stabilirono che Vale non aveva affatto sparato.[110]
- Peppe Dimitri arrestato il 14 dicembre 1979, a Roma, dopo una breve sparatoria, finì di scontare la sua pena nel 1988. Nel 1994 entrò in Alleanza Nazionale, ricoprendo il ruolo di consulente di Gianni Alemanno durante il suo incarico di Ministro alle Politiche Agricole, tra il 2001 ed il 2006. Nel 2006 perse la vita in un incidente stradale per le strade dell'Eur.[111]
- Massimo Morsello venne condannato in contumacia il 2 maggio del 1985, nel processo denominato NAR 1, per associazione sovversiva e banda armata a 9 anni e 11 mesi di reclusione.[112] Non sconterà mai la condanna in quanto, resosi latitante a seguito del mandato di cattura a suo carico emesso dopo la strage della stazione di Bologna del 2 agosto 1980, decise di fuggire in Inghilterra dove rimarrà fino all'aprile del 1999 quando, per via delle sue precarie condizioni di salute, rientrerà in Italia senza venire incarcerato, usufruendo dei benefici della Legge Simeone. Muore il 10 marzo del 2001, a causa di un male incurabile.[113]
- Stefano Soderini arrestato il 12 settembre 1983 in un bar di Milano, l'8 marzo 1986 decise di diventare un collaboratore di giustizia.[114] Una volta scarcerato, sotto falsa identità per ragioni di sicurezza, si stabilì in Piemonte, a Exilles, dove lavorava come tecnico in alcuni cantieri della Valle di Susa. Nel 2007 venne denunciato per sottrazione di minore, per essere sparito (probabilmente in Sudamerica) con il figlio di otto anni avuto dall'ex moglie ungherese.[115]
- Pasquale Belsito condannato in contumacia a quattro ergastoli (uno per costituzione di banda armata e concorso in attentato con finalità terroristiche, uno per l'uccisione di Luca Perucci, uno per l'omicidio di Mauro Menucci e un quarto comminato dal tribunale francese per una rapina), venne arrestato a Madrid il 30 giugno del 2001, dopo 20 anni di latitanza.[116]
- Roberto Nistri venne arrestato il 28 giugno del 1982 e condannato, il 6 aprile 1987, a 28 anni di reclusione[117] per l'uccisione degli agenti di polizia Antonio Carretta e Franco Sammarco, uccisi a Roma l'8 giugno del 1982.[118]
- Dario Pedretti venne arrestato il 5 dicembre 1979, a Roma durante una rapina alla gioielleria.[119] Condannato a 26 anni di reclusione per banda armata, rapina, concorso in omicidio e detenzione di armi da fuoco e ammesso al regime di semilibertà[120], il 31 maggio del 1994 venne nuovamente arrestato per una tentata rapina ai danni di una banca di Torlupara, nei pressi di Roma.[121]
- Walter Sordi venne arrestato il 17 settembre del 1982 a Lavinio, sulla costa laziale, catturato assieme al palermitano Enrico Tomaselli e ad un certo Stefano Comune. Subito dopo l'arresto decise di pentirsi e di iniziare a collaborare con la magistratura raccontando particolari inediti dell'eversione nera. Dopo circa un anno e mezzo di carcere, venne ammesso al regime di arresti domiciliari protetti e poi trasferito in una località protetta.[122]
- Mario Corsi arrestato il 28 agosto 1980, nell'ambito dell'inchiesta sulla strage di Bologna, verrà poi rilasciato nel 1981. Indiziato per l'omicidio di Fausto Tinelli e Lorenzo Iannucci, due studenti milanesi appartenenti al centro sociale Leoncavallo uccisi a Milano il 18 marzo 1978, venne assolto nel 2000 per insufficienza di prove.[123] Indagato anche per l'uccisione dello studente universitario romano Ivo Zini, freddato in Via Appia nel 1978, dopo un lungo percorso giudiziario, che lo vide in un primo tempo condannato, nel 1989 venne definitivamente assolto per non aver commesso il fatto.[124] Il 20 aprile 1982 il Tribunale di Roma lo condanna per l'assalto alla scuola romana Fratelli Bandiera, compiuto nel 1979. Nel maggio del 1985 viene condannato per associazione sovversiva e banda armata a 9 anni di reclusione nel processo ai NAR. Il 27 settembre 1996 venne nuovamente arrestato, assieme ad altri esponenti della tifoseria romanista, con l'accusa di aver esercitato pressioni su dirigenti della società Roma.[125][126] Nel marzo del 2012, insieme ai giornalisti Roberto Renga e Giuseppe Lomonaco, è stato indagato dalla Procura di Roma per tentata truffa ai danni della Roma.[127]
- Claudio Bracci venne arrestato nell'aprile del 1981 e, nel processo NAR 1, venne condannato per due rapine, associazione sovversiva e banda armata.[128]. È stato invece assolto in tutti gli altri procedimenti: per il duplice omicidio dei due militanti di sinistra Fausto e Iaio[129], per l'omicidio del tabaccaio romano Teodoro Pugliese[130] e per quello riguardante la sua presunta attività criminale con la Banda della Magliana conclusosi, dopo due gradi di giudizio, il 27 febbraio 1998.[131]
- Pierluigi Bragaglia latitante dal 1982 e con una condanna pendente a dodici anni di reclusione per aver partecipato ad alcune rapine avvenute tra il marzo-aprile del 1981, venne arrestato il 3 luglio 2008 a Ilhabela, un piccolo centro dello Stato di San Paolo, in Brasile. Utilizzando un falso passaporto venezuelano, era titolare di un piccolo albergo (Chalet do Paolo) e proprietario di un deposito di bevande.[132]
- Pasquale Guaglianone venne condannato, il 22 ottobre 1992, a cinque anni per associazione sovversiva e banda armata dalla Quarta Corte d'Assise di Milano. Più tardi diventerà candidato per Alleanza Nazionale alle elezioni regionali in Lombardia.[133]
- Luigi Fraschini venne condannato per l'omicidio dello studente Gaetano Amoroso, ucciso a Milano nel 1976. Già pregiudicato per traffico internazionale di droga, furto, rapina e detenzione di armi, venne arrestato da latitante nel 1992 a Milano.[134] L'ultimo arresto risale al 26 marzo 2009, accusato di due rapine e di una tentata rapina ai danni di agenzie bancarie.[135]
- Alberto Piccari venne arrestato a Roma il 23 ottobre 2001 per porto e detenzione illegale di armi.[136] Rilasciato, venne poi nuovamente catturato il 9 dicembre 2009, per traffico internazionale di stupefacenti.[137]

### I processi
Il 13 dicembre 1984 si aprì, nell'aula di corte di assise del carcere di Rebibbia di Roma, presieduta dal dottor Feliciangeli, il processo contro 57 persone accusate di militanza nei Nuclei Armati Rivoluzionari e che, tra il 1977 ed il 1981, si resero responsabili di una lunga serie di delitti: associazione sovversiva, banda armata, omicidio e tentato omicidio, furto e rapine in armerie, negozi e istituti di credito, incendio doloso, aggressioni e incursioni in sezioni di partito e negli studi di Radio Città Futura. Il processo venne istruito, dal pubblico ministero Francesco Nitto Palma, soprattutto sulla base delle deposizioni del pentito Cristiano Fioravanti, che decise di iniziare un percorso di collaborazione con la giustizia subito dopo il suo arresto.
Il processo si concluse il 2 maggio del 1985 con 53 condanne per quasi quattro secoli complessivi di carcere: Giusva Fioravanti (22 anni e 8 mesi), Dario Pedretti (20 anni e 5 mesi) Luigi Aronica (18 anni e 2 mesi), Marco Di Vittorio (16 anni e 11 mesi), Livio Lai (13 anni e 4 mesi), Fabio Valencic (12 anni e 2 mesi), Gilberto Falcioni (12 anni e 9 mesi) Claudio Conti e Giuseppe Dimitri (12 anni) Francesca Mambro (11 anni e 7 mesi), Massimo Morsello e Andrea Pucci (9 anni e 11 mesi), a Nicola Frega (9 anni e 10 mesi), Mario Corsi (9 anni), Gabriele De Francisci (8 anni e 8 mesi) Paolo Pizzonia (8 anni e 6 mesi), Stefano Traboschi e Domenico Magnetta (8 anni e 2 mesi). Tutti gli altri imputati condannati ebbero pene variabili dagli 8 anni a un anno e sei mesi.
I singoli militanti dovettero poi subire diversi altri procedimenti per tutti i singoli omicidi attribuiti al gruppo eversivo e nei quali furono comminate diverse condanne alla pena dell'ergastolo.
La discussa vicenda giudiziaria legata alla strage alla stazione di Bologna del 2 agosto 1980 fu, invece, l'altro procedimento giudiziario nodale che interessò alcuni dei componenti dei NAR. Dopo una lunga e complicata vicenda giudiziaria, il 23 novembre del 1995, con sentenza definitiva, Fioravanti e le Mambro vennero condannati dalla Corte di cassazione di Bologna all'ergastolo perché ritenuti responsabili, come esecutori materiali, della strage. La posizione di Ciavardini venne stralciata (in quanto minore all'epoca della strage) e l'11 aprile del 2007, la Seconda Corte Penale di Cassazione confermò la sentenza della sezione minori della Corte d'Appello di Bologna, condannandolo per lo stesso reato a 30 anni di reclusione.

Valerio Fioravanti e Francesca Mambro durante il processo per la strage di Bologna

Riguardo alle responsabilità accertate dalla magistratura, nonostante un'ulteriore pena non possa loro aggiungere nessuna maggior detenzione, dato il numero di ergastoli ricevuti che li condanna al carcere a vita, Valerio Fioravanti e Francesca Mambro, pur avendo ammesso tutti i delitti per i quali sono stati giudicati in via definitiva, hanno sempre negato il loro coinvolgimento nella strage di Bologna, affermando di trovarsi effettivamente insieme quel giorno ma a Padova e non nella città emiliana La loro tesi d'innocenza poggia sia sulla base di due diverse tipologie di elementi. Da una parte quelli insiti alla storia del loro gruppo eversivo: pur essendo, infatti, uno dei gruppi criminali di destra più attivi, la strategia dei NAR era quella di colpire sempre obbiettivi precisi e pianificati e mai di utilizzare esplosivi per uccidere in maniera indiscriminata, modus operandi tipico delle vecchie organizzazioni stragiste di destra. «Guardavo quel disastro» dice la Mambro «e pensavo: non è possibile che incolpino noi. Le azioni con gli esplosivi le hanno fatte quelli di Costruiamo l'azione, ma tutto quello che abbiamo fatto noi dimostra che invece non c'entriamo.» D'altra parte, anche diversi contraddittori elementi processuali che, secondo il loro pensiero, sarebbero emersi nel corso della vicenda giudiziaria, andrebbero nel verso della loro innocenza: i numerosi episodi di depistaggio, la discussa attendibilità di alcuni test dell'accusa (Sparti) e la poca chiarezza sui reali mandanti dell'attentato. Tutte queste circostanze hanno fatto sì che, nel corso degli anni si siano così sviluppate numerose ipotesi alternative riguardo ai presunti esecutori materiali della strage e che, diversi personaggi pubblici, sposassero la teoria della loro piena innocenza.
Nel 1990, in occasione del decimo anniversario della Strage, l'Onorevole Luigi Cipriani, deputato di Democrazia Proletaria intervenne in aula con un discorso riguardante le responsabilità dell'attentato: «Signor presidente, da quella lapide dobbiamo togliere le parole "strage fascista", perché ciò è riduttivo e fa parte del depistaggio operato sulla strage di Bologna, diversa dalle altre stragi e che ha molto più a che fare con Ustica e con i rapporti tra Italia, Francia, Stati Uniti, i servizi occidentali e le strutture segrete. Dire che sono stati Fioravanti e compagni è stato un depistaggio: su quella lapide bisogna scrivere "strage di stato"!»
Nel 1994 è stato fondato a Roma, nella Sede dell'ARCI, il comitato E se fossero innocenti a cui hanno aderito intellettuali e politici di tutte le estrazioni e di diverse ideologie, come la regista Liliana Cavani, il fotografo Oliviero Toscani, il vescovo Salvatore Boccaccio i parlamentari Franca Chiaromonte (PD), Luigi Manconi (Verdi), Ersilia Salvato (Rifondazione Comunista), Giacomo Mancini (PSI), Marco Taradash (Riformatori Liberali), i giornalisti Giovanni Minoli, Sandro Curzi e Sandro Provvisionato e molti altri.
Nel 2004, l'ex Presidente della Repubblica, Francesco Cossiga, in una lettera indirizzata alla commissione Mitrochin ha ipotizzato un coinvolgimento del Fronte Popolare per la Liberazione della Palestina e del gruppo Separat di Ilich Ramírez Sánchez (noto come "comandante Carlos") dietro l'attentato. Lo stesso Cossiga, nel 2008, in un'intervista al Corriere della Sera, si dichiarò convinto dell'innocenza di Fioravanti e Mambro, ribadendo la sua teoria secondo cui la strage non sarebbe da imputarsi al terrorismo nero, ma a un incidente di gruppi della resistenza palestinese operanti in Italia («Sono convinto da tempo dell'innocenza di Mambro e Fioravanti, anche perché sono stato ministro dell'Interno»).
Nel maggio del 2007 il figlio di Massimo Sparti, malavitoso comune legato alla Banda della Magliana, testimone chiave del processo di Bologna e principale accusatore di Fioravanti e Mambro, dichiarò «mio padre nella storia del processo di Bologna ha sempre mentito.»
Il giornalista de Il manifesto, Andrea Colombo, che ai tempi seguì la notizia, ha sposato la teoria della loro innocenza e raccolto il suo pensiero nel suo libro Storia nera, uscito nel 2007. Secondo Colombo «il loro (dei NAR, ndr) è stato un estremismo di destra criminale ed assassino, ma la loro storia non è compatibile con una strage. Piaccia o non piaccia è così. Le indagini sono state a senso unico. Hanno guardato in una direzione sola, la destra, altrove nemmeno di sguincio. Questo poteva essere comprensibile all'inizio dell'indagine, dopo è stato imperdonabile. Io ero e resto convinto che lo stragismo del ‘69-'74 sia stato di marca fascista. Ma credo che siccome per quelle stragi non ci sono colpevoli, mentre per questa sì, in molta sinistra sia rimasto in testa un sillogismo sbagliato: siccome la Mambro e Fioravanti sono gli unici condannati, l'errore giudiziario che li vede colpevoli di Bologna, è l'unico modo per tenere in piedi una verità storica che le altre sentenze non sono riuscite a confermare. E una bugia che garantisce una verità storica, scusatemi a me sembra una gran porcata.»
Nel procedimento aperto nel 2017 contro Gilberto Cavallini presso il Tribunale di Bologna, il PM Enrico Cieri (procuratore di Alessandria ed ex-procuratore aggiunto di Bologna) nella requisitoria del novembre 2019 ne chiede la condanna, in quanto "Gilberto Cavallini partecipò alla strage del 2 agosto 1980. È responsabile come Valerio Fioravanti, Francesca Mambro e Luigi Ciavardini. Con loro ha condiviso il programma politico militare dei Nar". Il contributo di Cavallini alla strage alla stazione di Bologna "è fuori discussione", pertanto "va condannato come Mambro, Fioravanti e Ciavardini". E in conclusione: "Cavallini, Fioravanti, Mambro e Ciavardini agirono assieme, come un'unica entità. Va condannato all'ergastolo".

## Personalità
I NAR erano formati sostanzialmente da due categorie: i dirigenti e i componenti occasionali. 

### Dirigenti
I dirigenti, nonché fondatori, erano: Valerio Fioravanti, Francesca Mambro, Aldo Stefano Tisei, Luigi Ciavardini, Antonio D'Inzillo, Pasquale Belsito, Alessandro Alibrandi, Roberto Nistri, Paolo Pizzonia, Cristiano Fioravanti, Dario Pedretti.

### Gli altri componenti
Altri componenti che invece operarono in maniera più sporadica furono: Giuseppe Dimitri, Massimo Morsello, Mario Corsi, Stefano Soderini, Walter Sordi, Massimo Carminati, Egidio Giuliani, Gilberto Cavallini, Dario Mariani, Claudio Bracci, Franco Anselmi, Antonio D'Inzillo, Stefano Tiraboschi, Luigi Aronica, Marco Di Vittorio, Gabriele De Francisci, Domenico Magnetta, Patrizio Trochei, Pasquale Guaglianone, Pierluigi Bragaglia, Luigi Fraschini, Fabrizio Zani, Stefano Procopio, Luciano Petrone, Gilberto Falcioni.

### Testi monografici
- Dalai Giovanni Bianconi, A mano armata. Vita violenta di Giusva Fioravanti, Baldini Castoldi Dalai Editore, 2007, ISBN 88-6073-178-X.
- Riccardo Bocca, Tutta un'altra strage, Biblioteca Universale Rizzoli, 2011, ISBN 88-586-0278-1.
- Mario Caprara, Gianluca Semprini, Destra estrema e criminale, Newton Compton Editori, 2007, ISBN 88-541-0883-9.
- Andrea Colombo, Storia Nera, Cairo Editore, 2007, ISBN 88-6052-091-6.
- Nicola Rao, Il piombo e la celtica. Storie di terrorismo nero. Dalla guerra di strada allo spontaneismo armato, Sperling & Kupfer, 2009, ISBN 978-88-200-4773-3.
- Ugo Maria Tassinari, Fascisteria, Sperling & Kupfer, 2008, ISBN 88-200-4449-8.

### Letture aggiuntive
- David Barra, Nicola Ventura, Maledetti '70, storie dimenticate degli anni di piombo, Roma, Gog, 2018
- Giorgio Bocca, Gli anni del terrorismo - Storia della violenza politica in Italia dal '70 ad oggi, Armando Curcio editore, 1989.
- Alex Boschetti, Anna Ciammitti, La strage di Bologna, Becco Giallo, 2006, ISBN 88-85832-18-0.
- Pironti Piero Corsini, Storia di Valerio Fioravanti e Francesca Mambro, Tullio Pironti, 1999, ISBN 978-88-7937-222-0.
- Piero Corsini, I terroristi della porta accanto, Newton Compton Editori, 2007, ISBN 88-541-0954-1.
- Saverio Ferrari, Le stragi di Stato. Piccola enciclopedia del terrorismo nero. Da piazza Fontana alla stazione di Bologna. allegato all'Unità. 2006
- Mario Guarino e Fedora Raugei, Licio Gelli. Vita, misteri, scandali del capo della Loggia P2, Edizioni Dedalo
- Nicola Guerra e Johanna Litzen, NAR: “spostati” o figli (il)legittimi del Movimento Sociale Italiano? Una replica da lontano al Fatto Quotidiano, 2015.
- Francesco Patierno, Luca Telese, Nicola Rao, Andrea Colombo, Giusva, Sperling & Kupfer, 2007, ISBN 88-200-5093-5.
- Gianluca Semprini, La strage di Bologna e il terrorista sconosciuto, Bietti, 2003, ISBN 88-8248-148-4.